# Medisinises
Medisinises (en grec: Μεδισινίσσας) va ser un cap tribal moro a la Bizacena durant les guerres de l'Imperi Romà d'Orient contra les tribus amazics locals. Figura entre els senyors amazics que es van rebel·lar contra l'autoritat romana a Àfrica durant els any 534-535.
Juntament amb els també líders tribals Cutzines, Esdilases i Jurfutes, l'any 534 va derrotar els oficials romans Aigan i Rufí, emportant-se el cap de l'últim com a trofeu. El 535, va ser derrotat al costat dels altres per l'oficial Salomó a la batalla de Mames. Possiblement també va participar a la batalla de Burgaó, batalla que va suposar el final de la insurrecció.